# كورتيس رايت
كورتيس رايت (بالإنجليزية: Curtiss-Wright)‏ هي شركة أمريكية متنوعة المنتجات والخدمات، تأسست في 1929. بعد اندماج شركة كورتيس وشركة رايت وشركات أخرى مختلفة. يقع مقرها في نيو جيرسي، الولايات المتحدة.
تعتبر الشركة مصنعة للمنتجات ومزودة الخدمات لمختلف الصناعات، خصوصا الصناعات التحويلية والفضاء وصناعة الطاقة.
في نهاية الحرب العالمية الثانية كانت أكبر مُصنّع للطائرات في الولايات المتحدة، وقامت بتوريد طائرات كاملة بأعداد كبيرة إلى القوات المسلحة الأمريكية. ومنذ ذلك الحين تطورت بعيدا عن عمليات التجميع النهائي للطائرة، وأصبحت متخصصة في تصنيع مكونات المحركات وأسطح التحكم بالطائرات والصمامات ومعالجة المعادن. كما أنها مورد للطاقة النووية التجارية والطاقة النووية البحرية وأنظمة النفط والصناعات الغازيه.